# SR-71 (バンド)
SR-71（エス・アール・セヴンティワン）は、アメリカのロックバンド。バンド名は、アメリカ空軍の偵察機・SR-71に由来する。『Right Now』『1985』などのヒットがある。

## メンバー

### 現在のメンバー
- ミッチ・アラン(Mitch Allan): リードヴォーカル、ギター
- パット・デメント(Pat DeMent): リードギター、バックヴォーカル
- マイク・ロッコ(Mike Ruocco): ベース、バックヴォーカル
- ジョン・アレン(John Allen): ドラム、パーカッション、バックヴォーカル

数度の入れ替えを経て、2005年現在は以上の4人になっている。結成当初から残っているのはリードヴォーカルのアランのみ。

### 元メンバー
- マーク・ボーシュマン(Mark Beauchemin): ギター、キーボード、バックヴォーカル

2003年脱退。
- ジェフ・リード(Jeff Reid): ベース、キーボード、バックヴォーカル

2003年、肺炎の為脱退、翌年死去。
- ダン・ガービン(Dan Garvin): ドラム、パーカッション、バックヴォーカル

2001年脱退。